# Niccolò Caracciolo
Niccolò Caracciolo (ur. 8 listopada 1658 w Villa Santa Maria, zm. 7 lutego 1728 w Kapui) – włoski kardynał.

## Życiorys
Urodził się 8 listopada 1658 roku w Villa Santa Maria, jako syn Filippa Caracciolo i Zenobii del Giudice. Studiował na Uniwersytecie Neapolskim, gdzie uzyskał doktorat utroque iure, a następnie został referendarzem Trybunału Obojga Sygnatur. 10 maja 1700 roku został tytularnym arcybiskupem Tesalonik, a 6 czerwca przyjął sakrę. W tym samym roku został nuncjuszem w Toskanii, a trzy lata później został arcybiskupem Kapui. W latach 1712–1715 pełnił funkcję wiceregenta Rzymu. 16 grudnia 1715 roku został kreowany kardynałem prezbiterem i otrzymał kościół tytularny Santi Silvestro e Martino ai Monti. Zmarł 7 lutego 1728 roku w Kapui.